# Twierdzenie Kirchhoffa
Twierdzenie Kirchhoffa (twierdzenie macierzowe o drzewach) – twierdzenie matematyczne z teorii grafów nazwane na cześć Gustava Kirchhoffa, mówiące o liczbie drzew rozpinających w grafie. Jest ono uogólnieniem wzoru Cayleya o liczbie drzew rozpinających w grafie pełnym.

## Treść twierdzenia
Niech {\displaystyle G} będzie spójnym grafem nieskierowanym o {\displaystyle n} wierzchołkach {\displaystyle v_{1},v_{2},\dots ,v_{n}.} Niech {\displaystyle A} będzie laplasjanem grafu, czyli macierzą {\displaystyle n\times n,} taką że:
{\displaystyle a_{ij}={\begin{cases}\deg(v_{i})&{\mbox{dla}}\ i=j\\-1&{\mbox{dla}}\ i\neq j\ {\mbox{ oraz }}v_{i}{\text{ sasiaduje z }}v_{j}\\0&{\text{w pozostalych przypadkach}}\end{cases}}.}
Wtedy liczba wszystkich drzew rozpinających grafu {\displaystyle G} będzie równa dopełnieniu algebraicznemu dowolnego wyrazu macierzy {\displaystyle A.}

## Przykład
- Tworzymy laplasjan grafu:

{\displaystyle A=\left[{\begin{array}{r}2&-1&0&0&-1&0\\-1&3&-1&0&-1&0\\0&-1&2&-1&0&0\\0&0&-1&3&-1&-1\\-1&-1&0&-1&3&0\\0&0&0&-1&0&1\end{array}}\right].}

Przykładowy graf

- Obliczamy dopełnienie algebraiczne dowolnego elementu macierzy, w tym przypadku będzie to A11:

{\displaystyle A_{11}=(-1)^{1+1}\cdot \left|{\begin{array}{r}3&-1&0&-1&0\\-1&2&-1&0&0\\0&-1&3&-1&-1\\-1&0&-1&3&0\\0&0&-1&0&1\end{array}}\right|=11.}
Dla przykładowego grafu możemy uzyskać 11 drzew rozpinających.